# 4Minutes Left
4Minutes Left è il primo album discografico del gruppo musicale sudcoreano 4Minute, pubblicato il 5 aprile 2011 dall'etichetta discografica Cube Entertainment insieme a Universal Music Group.

## Il disco
Dal 24 al 28 marzo 2011 furono pubblicati dei teaser, uno per ciascun membro: HyunA il 24, Ji-yoon il 25, Ji-hyun il 26, Ga-yoon il 27 e So-hyun il 28. Il 29 marzo fu pubblicato il singolo "Heart to Heart", arrivato alla quinta posizione della classifica Gaon dei singoli più venduti in Corea del Sud. L'album fu pubblicato il 5 aprile 2011; lo stesso giorno fu pubblicato il secondo e ultimo singolo "Mirror Mirror", arrivato alla seconda posizione della classifica Gaon dei singoli più venduti in Corea del Sud. L'album contiene le tracce dell'EP Heart to Heart e alcune del primo album giapponese Diamond. Inoltre, oltre ai nuovi brani, contiene la versione coreana della canzone "First" e una seconda versione di "Hide & Seek".
Durante la promozione del secondo singolo "Mirror Mirror", eseguito alcune volte con "Heart to Heart", molti spettatori trovarono la coreografia del brano provocatoria, eccessiva per la televisione. Essa fu, infatti, poi bandita dai programmi televisivi Music Bank e Inkigayo: il gruppo venne costretto a cambiare la coreografia a partire dal 14 aprile nell'esibizione al M! Countdown.
L'album uscì il 16 luglio 2011 nelle Filippine e il 18 gennaio 2012 in Brasile.

## Tracce
1. 4Minutes Left – 1:17 (Shinsadong Tiger, Im Sang-hyuk, Choi Kyu-sung)
2. Mirror Mirror (거울아 거울아) – 3:35 (Shinsadong Tiger, blue Magic)
3. Heart to Heart – 3:49 (Shinsadong Tiger, Choi Kyu-sung)
4. Sweet Suga Honey! – 3:25 (testo: Jang Jun-ho – musica: Jang Jun-ho, Gong Hyun-sik, Sugar Flow)
5. Pretend (모르는 척) – 3:52 (Choi Kyu-sung)
6. You Know – 3:54 (testo: Im Sang-hyuk, Da9297 – musica: Im Sang-hyuk, Lee Sang-ho, Da9297)
7. Already Gone – 3:32 (Im Sang-hyuk, Da9297)
8. First (versione coreana) – 3:30 (Shinsadong Tiger, Jeon He-won)
9. Hide & Seek – 3:26 (Shinsadong Tiger, Choi Kyu-sung)
10. Badly (나쁘게) – 3:32 (testo: Im Sang-hyuk – musica: Im Sang-hyuk, Da9297)

Durata totale: 33:52

## Certificazioni
Corea del Sud
(vendite: 37 727+)

## Formazione
- Ji-hyun – voce
- Ga-yoon – voce
- Ji-yoon – voce
- HyunA – rapper
- So-hyun – voce